# Prosper Beaudrihaye

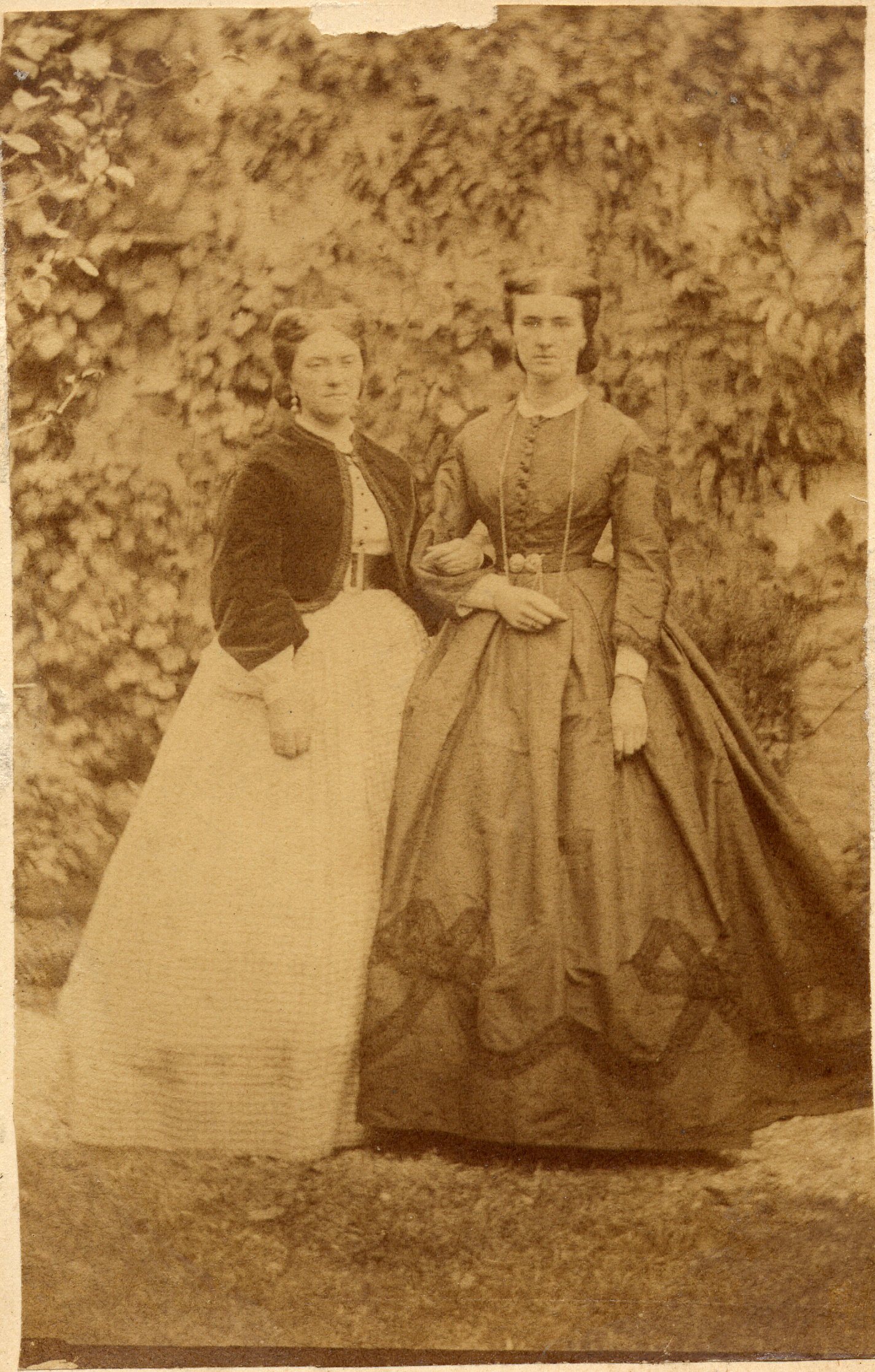
À droite, Anna Straatman, future épouse du général Beaudrihaye, en compagnie de sa sœur Hermine Straatman (1838-1917), future épouse de Léon Philippe van Dievoet (1838-1908).

Prosper Beaudrihaye, né à Verviers le 12 décembre 1836 et mort à Liège le 22 août 1898, est un général belge du génie constructeur des forts de Liège et des forts de Namur à la fin du XIXe siècle. Ces forts ont joué un rôle important lors du siège de Liège et lors du siège de Namur au début de la Première Guerre mondiale.

## Biographie
Jean Prosper Beaudrihaye, né à Verviers le 12 décembre 1836, est le fils de Jean-Servais Beaudrihaye (1809-1875), ancien professeur à l’École industrielle et littéraire de Verviers et de Marie-Joseph Ortmans. Il  épouse à Bruxelles le 2 mai 1865 Anna Carolina Straatman, née le 10 septembre 1840, belle-sœur du général Rouen, historien militaire, et fille de l'armateur bruxellois Lambert Straatman et de Sophie Fautier.
Il s'engage dans l'armée belge et entre à l'École d'application en décembre 1855. Il en sort sous-lieutenant en mai 1858 et est affecté au régiment du Génie. Il est nommé lieutenant en 1859. De 1859 à 1863, il contribue aux travaux de fortifications autour d'Anvers. Il est ensuite affecté à la brigade topographique du génie. Nommé capitaine en 1865, il rejoint le régiment du Génie à Gand à la tête d'une compagnie. Pendant deux ans, il prend ensuite le commandement du génie du fort de Merksem alors en construction et des ouvrages de la rive gauche de l'Escaut. En septembre 1878, il est promu major dans le régiment du Génie. En janvier 1883, il est nommé à Diest à la tête du 2e secteur de la Position fortifiée d'Anvers. En 1885, il est nommé lieutenant-colonel.
En juin 1887, il est désigné pour commander le génie de la rive gauche à Liège. Il dirige les travaux de construction des forts de Liège d'une facture tout à fait nouvelle établie sur base des plans du célèbre architecte militaire, le général Henri-Alexis Brialmont : ouvrages entièrement bétonnés, enterrés, artillerie sous casemate, pourvoyant à tous les besoins d'une garnison autonome, ils sont alors à la pointe de la technique de fortification militaire. En 1889, il est nommé colonel et chargé de la direction des fortifications dans la province de Liège, de Namur et de Luxembourg. Il mène à bien l'achèvement des 21 forts de la Position fortifiée de Liège et de la Position fortifiée de Namur en concertation avec le général Henri-Alexis Brialmont. En juin 1892, le ministre de la Guerre lui confie la direction du génie au ministère de la Guerre. En décembre 1894, il est promu général-major. Il est nommé en juin 1895, gouverneur de la Position fortifiée de Liège.
À la suite de son décès à Liège le 22 août 1898, il reçoit des funérailles civiles avec les honneurs militaires.

## Distinctions
- Commandeur de l'ordre de Léopold en 1892 (Belgique).

- Croix militaire de 1re classe (Belgique).